# 王禑
王禑（ワン ウ、おう ぐ、朝鮮語：왕 우、1365年7月25日 - 1389年12月31日）は、第32代高麗王（在位：1374年 - 1388年）。姓は王、名は禑。禑王、驪興王。初名は牟尼奴。恭愍王と侍婢・般若の子。恭愍王の後を継いで王位に就いたが、李成桂の威化島回軍により廃位、殺害された。

## 家族
- 父：恭愍王
- 生母：般若(後に処刑)
- 養母：定妃安氏
- 養母：順静王后 韓氏(名目上の母)
- 妃：謹妃 李氏（慶尚南道 固城 鉄城府院君 李琳の娘。本貫は固城李氏）：高麗史には記述なし
  - 息子：第33代国王昌王
- 妃：寧妃 崔氏（李成桂のライバルである崔瑩の娘。本貫は東州崔氏）
- 妃：毅妃 盧氏(本名は釋婢。本貫は長淵盧氏。朝鮮王朝第3代国王太宗の側室・昭嬪盧氏は姪)
- 妃：淑妃 崔氏(本名は龍徳)
- 妃：安妃 姜氏
- 妃：正妃 申氏(本貫は平山申氏)
- 妃：德妃 趙氏(本名は鳳加伊)
- 妃：善妃 王氏
- 妃：賢妃 安氏(本貫は竹山安氏。恭愍王の妃・定妃安氏の姪。伯母の尽力により、廃位を免れた)
- 後宮：和順翁主(妓生出身で、本名は小梅香)
- 後宮：明順翁主(妓生出身で、本名は燕双飛)
- 後宮：寧善翁主(?-1420。本貫は南平で姓は不詳。妓生出身で、本名は七點仙。密直南秩という人物の妾であった)